# Bordiura heraldyczna
Bordiura heraldyczna – figura heraldyczna w postaci prostego lub ozdobnego pasa wzdłuż krawędzi tarczy herbowej, często ozdobionego dodatkowo małymi godłami heraldycznymi.
Stosowana głównie w heraldyce szkockiej, także w brytyjskiej, francuskiej, hiszpańskiej i portugalskiej.
Może mieć charakter udostojnienia herbu – np. bordiura w herbie Szkocji – nazywana w języku heraldycznym – double tressure flory counter flory – podwójna czerwona bordiura ozdobiona liliami heraldycznymi
Najczęściej uszczerbia herb dla oznaczenia młodszej gałęzi rodu (Szkocja, Francja) lub dla oznaczenia pochodzenia z nieprawego łoża (Anglia, Francja).
W heraldyce hiszpańskiej często stosuje się bordiury ozdobione miniaturowymi godłami z herbu państwowego – wieżami, lwami, a także z napisami – co nie jest zgodne z klasycznymi regułami heraldyki.
W polskiej heraldyce rzadko stosowana, prawdopodobnie herb Janina był pierwotnie tarczą z zastosowaną czerwoną bordiurą. Występuje również w herbach miejskich (Herb Szydłowca).

## Przykłady bordiur

Herb miasta Chatellerault
Herb departamentu Ardeche
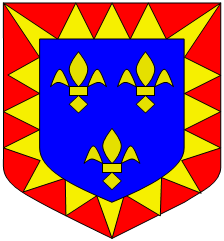
Bordiura endente w herbie księstwa Ferrary
Herb miasta Pácora w Kolumbii

## Literatura
- Sir Thomas Innes of Learney: Scots heraldry, Johnston & Bacon, Edinburgh 1978, ISBN 0-7179-4228-7
- Gert Oswald, Lexikon der Heraldik, Leipzig, 1984
- Henry Bedingfeld, Peter Gwynn-Jones, Heraldry, Wingston, 1993 ISBN 1-85422-433-6